# Homer Taylor
Homer Taylor, född 19 augusti 1851, död 7 januari 1933, var en amerikansk bågskytt. Han deltog vid olympiska sommarspelen 1904.